# Musique populaire argentine
Pour les articles homonymes, voir MPA.
La musique populaire argentine (música popular argentina, MPA) est un concept créé dans les années 1960 capable d'englober les différents styles musicaux populaires caractéristiques de ce pays, y compris la musique folk, le tango, le rock national, la balada romántica, la musique pop argentine, la cumbia argentine et le cuarteto, entre autres.

## Historie
L'Argentine est considérée comme l'un des pays d'Amérique latine présentant la plus grande variété musicale. La raison de la création d'une dénomination commune était de surmonter la séparation entre les différents styles, d'établir des ponts et des canaux de communication entre eux, afin de promouvoir une vision intégrée de la musique argentine qui permette un enrichissement mutuel, des fusions et l'émergence de nouveaux styles. Des concepts équivalents sont développés au Brésil et en Uruguay, sous le nom de musique populaire brésilienne (MPB) et de musique populaire uruguayenne (MPU).
En 1968, le critique musical Miguel Smirnoff, en présentant l'album du Cuarteto Zupay publié sous le titre suggestif de Folklore sin mirar atrás Vol. 2, tente de se référer à ce terme :

« Il est probable que très peu de fois dans le monde - le cas brésilien étant une des exceptions - la musique nationale d'un pays a progressé, en profondeur et en richesse, autant que l'argentine ces dernières années. (Il s'agit) de la création de « cela » qui, peut-être, est une expression fidèle de notre pays dans le monde : la Musique populaire argentine, intégrant ainsi, avec des lettres majuscules, les éléments du tango et du folk à une base rythmique et mélodique de valeur universelle et facile à comprendre partout. »

En juin 2024, le premier festival de musique populaire argentine (Festival de Música Popular Argentina) a lieu à l'Auditorio Juan Victoria de San Juan.